# Mas-Blanc-des-Alpilles
Mas-Blanc-des-Alpilles ist eine französische Gemeinde mit 537 Einwohnern (Stand 1. Januar 2022) im Département Bouches-du-Rhône in der Region Provence-Alpes-Côte d’Azur.

## Geografie
Mit einer Fläche von nur 157 Hektar ist die Mas-Blanc-des-Alpilles die flächenkleinste Gemeinde des Départements. Sie liegt im Nordwesten der Bergkette der Alpilles.
Die Gemeinde liegt zwischen dem sechs Kilometer entfernten Saint-Rémy-de-Provence und dem zehn Kilometer entfernten Tarascon. Die nächste große Stadt ist Avignon, das 25 Kilometer nördlich liegt.
Das Gemeindegebiet gehört zum Regionalen Naturpark Alpilles.

## Wirtschaft und Infrastruktur
Die Gemeinde ist durch die D99 mit den Orten Saint-Rémy-de-Provence und Saint-Étienne-du-Grès verbunden.
Ein wichtiger Wirtschaftszweig ist der Tourismus, was durch die günstige Lage der Gemeinde bedingt ist.

## Geschichte
Der Ort in seiner heutigen Form ist alten Dokumenten zufolge im Jahr 1792 gegründet worden. Seit der Volkszählung von 1975, als der Ort nur 139 Einwohner hatte, hat sich die Einwohnerzahl fast vervierfacht.

### Bevölkerungsentwicklung
| Jahr                       | 1962 | 1968 | 1975 | 1982 | 1990 | 1999 | 2007 | 2016 | 2021 |
| Einwohner                  | 134  | 136  | 139  | 248  | 348  | 372  | 491  | 516  | 513  |
| Quellen: Cassini und INSEE |      |      |      |      |      |      |      |      |      |

## Sehenswürdigkeiten
- Kapelle Saint Lambert, romanische Kapelle aus dem 12. und 13. Jahrhundert